# کینگدم هارتس: ملودی خاطره
کینگدم هارتس: ملودی خاطره (به انگلیسی: Kingdom Hearts: Melody of Memory) یک بازی ویدئویی در سبک ریتم اکشن است که با همکاری اسکوئر انیکس و ایندیسزیرو توسعه یافته به‌وسیلهٔ اسکوئر انیکس برای پلتفرم‌های پلی‌استیشن ۴، ایکس‌باکس وان، نینتندو سوئیچ، و مایکروسافت ویندوز منتشر شده‌است. این چهاردهمین نسخه در مجموعه بازی‌های کینگدم هارتس به‌شمار می‌رود که به بازگویی وقایع این سری تا کنون می‌پردازد، در حالی که سناریو آن پس از محتوای قابل دانلود کینگدم هارتس ۳ تحت عنوان ریمایند روایت می‌شود. ملودی خاطره در نوامبر ۲۰۲۰ در سراسر جهان عرضه شد.